# Erich Edegger
Erich Edegger (* 30. Januar 1940; † 28. Oktober 1992 in Graz) war ein österreichischer Lokalpolitiker.

## Leben
Edegger führte das Familienunternehmen der Hofbäckerei Edegger-Tax fort, sein Studium an der Universität Graz musste er deswegen aufgeben und aus seiner Studentenverbindung K.Ö.H.V. Carolina Graz im ÖCV austreten (später erfolgte die Ehrenbandverleihung und somit neuerliche Aufnahme). Außerdem wurde er 1988 von seiner ehemaligen Universität zum Ehrensenator ernannt.
Durch sein Engagement in der ÖVP kam er 1971 in den Grazer Gemeinderat und wurde schließlich 1983 Vizebürgermeister der Stadt Graz. Als „Radpionier“ (ohne Kfz-Führerschein) trieb er den Ausbau von Radwegen und des öffentlichen Verkehrs voran (zum Beispiel wurde erstmals seit 1941 das Grazer Straßenbahnliniennetz erweitert) und führte aus Verkehrs- und Umweltgründen „Tempo 30“ auf den Nebenstraßen in Graz ein.
Im Herbst 1992 erlitt er eine Hirnblutung und verstarb wenige Tage später auf der Intensivstation. Er ist auf dem St.-Leonhard-Friedhof in Graz beigesetzt.

## Radverkehr, Ehrungen

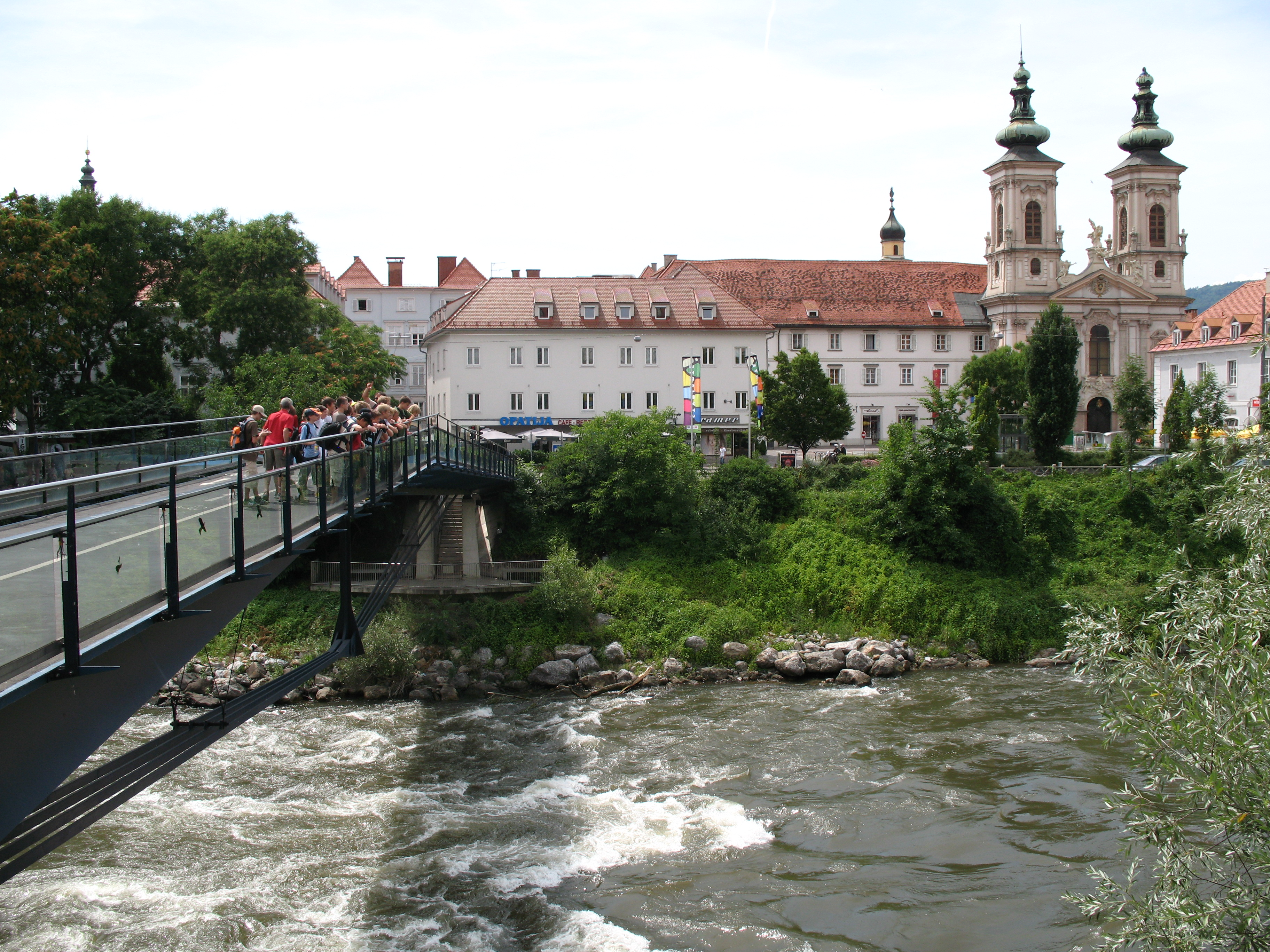
Erich-Edegger-Steg über die Mur, rechts im Bild die Mariahilferkirche.

- Erich-Edegger-Steg über die Mur, rechts im Bild die Mariahilferkirche.Aktivisten um Raumplaner Günther Tischler und Peter Hagenauer, die am östlichen Gehsteig der Wilhelm-Fischer-Allee 1980 nachts den „ersten Radweg“ in Graz am Boden markierten, worüber die Kleine Zeitung schon in der Abendausgabe berichtete, wurden von der Polizei ertappt. Edegger kaufte die verwendete Radlogo-Schablone ab, womit eine Verwaltungsstrafe ausgeglichen wurde und erreichte durch Intervention, dass kein Verfahren wegen Sachbeschädigung und Amtsanmaßung angestrengt wurde.[2]
- Der 1992 errichtete „Mursteg“, der nur für Fuß- und Radverkehr zugänglich ist, wurde 2003 auf Initiative der Radlobby ARGUS Steiermark in „Erich-Edegger-Steg“ umbenannt.[3][4]
- Ein Wegstück der um 2000/2005 errichteten Radroute Radweg „R23“ in Graz-Mariatrost wurde „Erich-Edegger-Weg“ genannt.
- Ab 2023 wird von der Grazer ÖVP der Erich-Edegger-Preis vergeben, drei Auszeichnungen für Schüler, die hervorragende vorwissenschaftliche Arbeiten an einer AHS bzw. Diplomarbeiten an einer BHS vorlegen, zu Themen, die Edegger beschäftigten: Nachhaltigkeit, Verkehrsentwicklung, Stadtplanung, sanfte Mobilität, Klimaschutz sowie die Stadt Graz.[5]

## Veröffentlichungen
- Erich Edegger (Hrsg.): Graz – Geschichtsbilder einer Stadt. Grazer Druckerei, Graz 1987.